# Elaphiten
Die Elaphiten (auch Elafiten, Elafiti, Elaphitische Inseln, Hirschinseln, von gr. elaphos „Hirsch“) sind ein zur Republik Kroatien, Gespanschaft Dubrovnik-Neretva, gehörender Archipel vor der süddalmatinischen Küste. Verwaltungstechnisch sind sie Teil der Stadt Dubrovnik.

## Geographie
Die Inselgruppe liegt nordwestlich des Hafens von Dubrovnik und südöstlich der Halbinsel Pelješac. Üblicherweise werden dreizehn Inseln zu den Elaphiten gezählt: Šipan, Lopud, Koločep, Jakljan, Daksa, Sveti Andrija, Ruda, Mišnjak, Kosmeč, Goleč, Crkvine, Tajan und Olipa; die unmittelbar vor dem alten Hafen von Dubrovnik gelegene Insel Lokrum (ital. Lacroma) wird nicht zu den Elaphiten gerechnet. Die Elaphiten sind durch den Koločeper Kanal vom Festland getrennt, die Wasserstraße zwischen Lopud und Šipan heißt Lopuder Durchgang (wörtlich „Tor von Lopud“), der enge, gewundene Korridor zwischen Šipan und Jakljan wird Harpoti genannt.
Nur die drei größten Inseln des Archipels sind bewohnt:
- Koločep (ital. Calamotta), 2,5 Quadratkilometer, zwei Siedlungen an der Küste (Gornje Čelo, Donje Čelo), ca. 150 Einwohner;
- Lopud (ital. Lafota oder auch Mezzo, „die Mittlere“), 4,5 Quadratkilometer, eine Siedlung gleichen Namens an der Küste, ca. 220 Einwohner;
- Šipan (ital. Giuppana), 16,5 Quadratkilometer, zwei Siedlungen an der Küste (Suđurađ, Šipanska Luka) und vier kleinere Ansiedlungen im Landesinneren (Frajga, Sutulija, Vonjevo Selo, Ođak), ca. 450 Einwohner.

Ein großer Teil der Einwohner lebt nur in der Tourismussaison auf den Inseln und verbringt die Wintermonate auf dem Festland.
- Jakljan ist sporadisch während der Sommermonate bewohnt, jedoch kaum touristisch erschlossen. Die Bauten eines in jugoslawischer Zeit dort errichteten Ferienlagers für Kinder werden derzeit nicht genutzt.

Die übrigen Inseln sind heute unbewohnt, waren aber teilweise in früherer Zeit besiedelt:
- Auf Daksa, der dem Festland am nächsten gelegenen Insel, befinden sich die Ruinen eines nach Auflösung der Republik Ragusa durch Napoléon Bonaparte 1808 aufgehobenen Franziskanerklosters und ein 19 Meter hoher Leuchtturm. Hier lebte von 1456 bis zu seinem Tod, Friedrich von Greiffenclau zu Vollrads (1401–1462), Großvater der deutschen Bischöfe Richard von Greiffenklau zu Vollrads (1467–1531) und Johann XX. von Dalberg (1455–1503), als Witwer und Franziskanerbruder.[1]
- Auf Sveti Andrija (ital. Donzella), der am weitesten zum offenen Meer hin gelegenen Insel, befinden sich Reste eines um 1799 offiziell aufgelassenen, vermutlich aber schon davor aufgegebenen Benediktinerklosters und ein 1873 errichteter, seither mehrfach umgebauter Leuchtturm. Sveti Andrija diente überdies Anfang des 15. Jahrhunderts als Quarantänestation für Pestkranke, um die Mitte des 16. Jahrhunderts lebte hier der Benediktinermönch und Dichter Mavro Vetranovič (1482–1576) als Einsiedler.
- Neuzeitliche Siedlungsspuren finden sich auch auf Ruda (Reste eines Dominikanerklosters).

## Klima, Flora und Fauna
Die Inseln sind an den Küsten teilweise verkarstet und bestehen hauptsächlich aus Kalkstein und Dolomit, die größeren Inseln sind hingegen im Landesinneren dicht bewachsen und auch bewaldet, der Roterdeboden (Kalksteinrohlehm) lässt auch landwirtschaftliche Nutzung (Zitrusfrüchte, Oliven, Wein, Feigen) zu. Zentrum der Landwirtschaft ist das fünf Kilometer lang gestreckte Šipansko Polje (Šipaner Feld), auf dem auch Viehzucht (Rinder, Schafe) betrieben wird. Bis in die Zeit des Zweiten Weltkriegs wurden auch die auf den Inseln wild wachsenden Kräuter gewerblich verwertet und teilweise exportiert. Höchste Erhebung ist der Velji Vrh auf Šipan mit 234 Metern. Das Klima auf den Inseln ist aufgrund der geschützten Lage subtropisch mit heißen, trockenen Sommern und regenreichem Herbst und Winter, die Temperatur beträgt im Jahresmittel 15,1 Grad Celsius, durchschnittlich gibt es 215 Sonnentage im Jahr. Wildlebende Tierarten: Wildschweine (die erst seit einiger Zeit hier heimisch sind und von denen vermutet wird, dass sie die Inseln schwimmend von der Halbinsel Pelješac aus erreicht haben), ansonsten nur kleinere Säugetiere wie z. B. Hasen, dazu zahlreiche Vögel, Insekten, Reptilien- und Amphibienarten. Besonders häufig begegnet man Schlangen, es sollen jedoch angeblich keine giftigen Arten darunter sein (Auskunft der Kroatischen Tourismusinformation). Teile der Inselgruppe stehen unter Naturschutz.

## Geschichte
Die erste schriftliche Erwähnung des Archipels findet sich in der Naturalis historia Plinius’ des Älteren (um 23–79), wo er bereits unter seinem noch heute gebräuchlichen Namen angeführt wird, dessen Herkunft jedoch unklar ist. Eine mögliche Erklärung lautet, dass er sich von griechisch „elaphos“: „Hirsch“ herleitet; entweder, weil es auf den Inseln früher tatsächlich Hirsche gegeben haben könnte (was als sehr zweifelhaft gilt) oder weil die Form der Inselgruppe als die eines Hirsches gedeutet wurde; eine andere Herleitung des Namens bezieht sich auf Hellas (griechisch: Griechenland) und „Phytos“ (griechisch: Pflanze), sinngemäß also „Inseln der griechischen Pflanze“, womit eventuell die Olivenbäume gemeint sein könnten. Beide Herleitungen sind aber spekulativ.
Auf den Inseln existieren Siedlungsspuren aus illyrischer, griechischer und römischer Zeit. Als möglich – aber nicht gesichert – gilt, dass es im Jahr 47 v. Chr. bei Šipan zu einem Gefecht zwischen den Anhängern Cäsars und Pompeius’ gekommen sei.
Die Elaphiten standen vermutlich bereits seit dem 11. Jahrhundert unter der Verwaltung der Republik Ragusa (Dubrovnik), gesicherte Daten liegen aber erst ab 1272 vor. Unter der Bezeichnung Comitatus Trium Insularum bzw. Comitatus Insulae wurden Koločep, Lopud und Šipan zu einer Verwaltungseinheit zusammengefasst, die von einem dem Ragusaner Adel angehörenden, vom Rat der Republik jeweils für ein Jahr eingesetzten Comes (Rektor) verwaltet wurden, dem ein Administrationsbeamter (Kanzler) und ein Syndicus genannter Beamter als Kontrollorgan beigestellt wurden. Sitz des Comes – dem zwischen 1410 und 1493 auch die Verwaltung der nicht zu den Elaphiten gehörenden Insel Mljet (ital. Meleda) oblag – war Šipanska Luka. 1457 wurde der Comitatus Insulae geteilt, Lopud und Koločep wurden zu einer eigenen Verwaltungseinheit mit Sitz des Rektors in Lopud zusammengefasst. Diese Verwaltungsstruktur blieb im Wesentlichen, abgesehen von kleineren organisatorischen Veränderungen, bis zur Aufhebung der Republik Ragusa im Jahr 1808 in Geltung. In der Zeit der Ragusaner Verwaltung wurden auf den Inseln Verwaltungsgebäude (Rektorenpaläste auf Šipan und Lopud), Villen von reichen Ragusaner Patriziern und zahlreiche Kirchenbauten errichtet, wobei die meisten dieser Bauten als Schutz gegen Piratenangriffe stark befestigt wurden. Auf Lopud wurde Anfang des 16. Jahrhunderts auf einem Berg oberhalb der Siedlung das Fort Španjola errichtet. Nach der Verwüstung der Elaphiten durch eine türkische Invasion im Jahr 1571 wurden ab dem späten 16. Jahrhundert zusätzliche Wehrtürme und Wehrkirchen erbaut.
Nach der Auflösung der Republik Ragusa durch Napoleon im Jahr 1808 wurden die Elaphiten im darauf folgenden Jahr den unter französischer Kontrolle stehenden Illyrischen Provinzen angegliedert, vom Wiener Kongress 1815 bis zum Ende des Ersten Weltkriegs gehörten sie zum Kronland Dalmatien der Österreichisch-Ungarischen Monarchie. Von 1918 bis 1941 waren sie Teil des so genannten SHS-Staats (Jugoslawien), von 1941 bis 1945 des Unabhängigen Staates Kroatien, ab 1945 der jugoslawischen Teilrepublik Kroatien. Seit 1991 gehören sie zur eigenstaatlichen Republik Kroatien.
Während der sechsmonatigen Belagerung Dubrovniks durch die Truppen der (serbisch-montenegrinischen) Jugoslawischen Volksarmee in der zweiten Jahreshälfte 1991 wurde die Versorgung der Stadt teilweise durch Schnellboote, die von den Elaphiten, vor allem von Šipan aus, die Seeblockade durchbrachen, gesichert. Vereinzelte Warnschilder vor Landminen erinnern auf Šipan heute noch an diese dramatischen Ereignisse der jüngeren Vergangenheit.

## Einzelnachweise

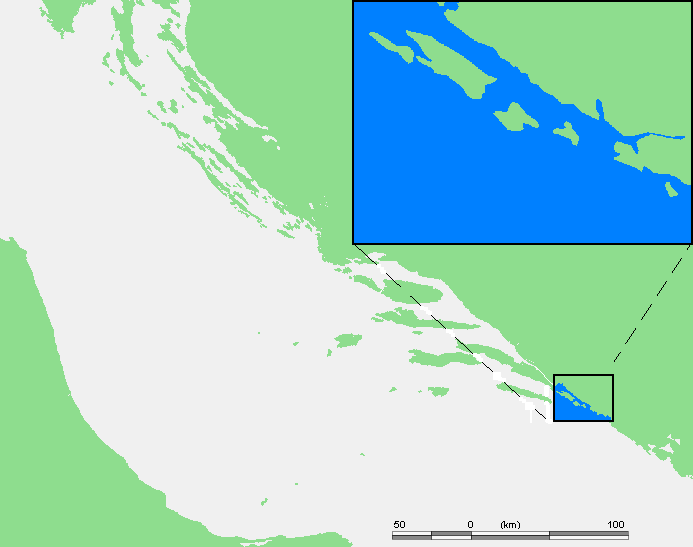
Kroatien, Elaphiten
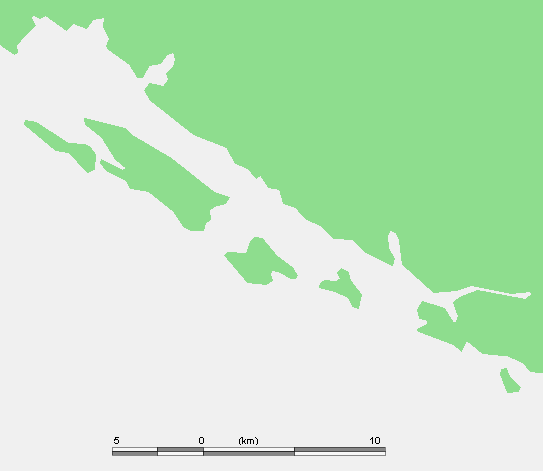
Elaphiten, Größenangabe
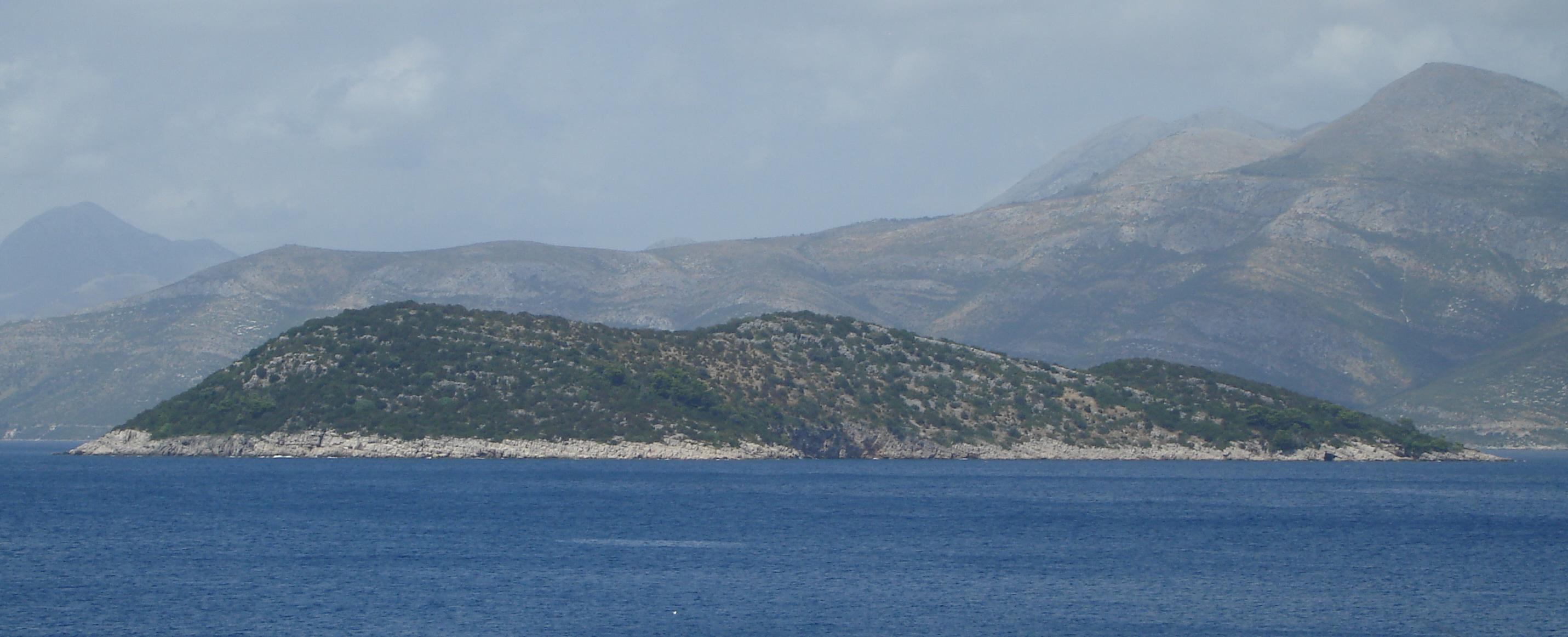
Insel Ruda

## Kulturhistorische Marginalien
Der deutsche Schriftsteller und Philosoph Rudolf Pannwitz (1881–1969) lebte und arbeitete von 1921 bis 1948 auf Koločep.
Der österreichische Schriftsteller Josef Friedrich Perkonig (1890–1959) siedelte den Großteil der Handlung seines 1938 veröffentlichten Romans Lopud, Insel der Helden auf Lopud an (weitere Auflagen 1943 und vermutlich 1945). 1955 erschien eine Neuauflage unter dem neuen Titel Liebeslied am Meer. Der tschechische Schriftsteller und Politiker Viktor Dyk (1877–1931) verstarb 1931 während eines Urlaubs auf Lopud.

## Wirtschaft
Die Bevölkerung der Elaphiten lebte traditionellerweise vom Fischfang und von der Landwirtschaft, von der gewerblichen Verwertung wild wachsender Kräuter und auf Koločep bis ins 18. Jahrhundert auch vom Korallentauchen bei Sveti Andrija. Viele der männlichen Bewohner dienten in verschiedenen Rängen, bis hinauf zum Kapitän, auf Schiffen der Ragusaner Flotte und teilweise auch der verbündeten spanischen Armada (zwei Seeleute aus Koločep gehörten zur Besatzung der Santa Maria, des Flaggschiffes von Christoph Kolumbus). Auf Šipan und Lopud gab es bis ins 16. Jahrhundert eigene Schiffswerften. Bereits im 19. Jahrhundert setzte der Ausbau der touristischen Infrastruktur ein, der nach dem Ersten Weltkrieg intensiviert wurde und heute den wichtigsten wirtschaftlichen Faktor darstellt.

## Tourismus
Koločep, Lopud und Šipan sind touristisch relativ gut, wenn auch nicht auf höchstem Niveau erschlossen. Auf jeder der drei Inseln gibt es mindestens ein größeres Hotel, daneben existieren zahlreiche Privatquartiere unterschiedlicher Kategorie und Preisklasse. Es gibt Restaurants und Cafés sowie kleinere Lebensmittelgeschäfte. Aufgrund ihrer geringen Größe sind Koločep und Lopud (beinahe) autofrei, auf Šipan gibt es eine fünf Kilometer lange Autobuslinie, die die beiden Küstenorte Suđurađ und Šipanska Luka über das Šipansko Polje miteinander verbindet. Wanderwege gibt es auf allen drei Inseln, ebenso Bademöglichkeiten an mehreren Plätzen, als bekanntester gilt der Sandstrand der Bucht Šunj auf Lopud, der von der Ortschaft Lopud aus durch die Durchquerung der Insel (ca. 15 Minuten Fußmarsch) erreichbar ist (Restaurantbetrieb). Plätze für Taucher gibt es auf Koločep. Touristeninformationen, in denen auch kostenlose Übersichtspläne der Inseln erhältlich sind, und ein an Wochentagen vormittags geöffnetes Postamt gibt es auf allen drei Inseln.

## Sehenswürdigkeiten
- Koločep: Kirche Mariä Himmelfahrt in Donje Čelo (in ältester Substanz aus dem 13. Jahrhundert, Umbauten bis ins 20. Jahrhundert), Kirche des Hl. Antonius in der Mitte des Fußwegs zwischen Donje Čelo und Gornje Čelo (14. Jahrhundert, umgebaut im 19. Jahrhundert) mit Friedhof, Reste eines Wehrturms über dem Hafen von Gornje Čelo.
- Lopud: Ortschaft Lopud mit Hafen in einer ca. einen Kilometer langen Bucht, mit Häusern aus dem 15./16. Jahrhundert, Franziskanerkloster mit der Kirche Hl. Maria von Špilice (15./16. Jahrhundert) direkt an der Hafeneinfahrt, Dreifaltigkeitskirche mit der Grabstätte des Kapitäns Vice Buna (15./16. Jahrhundert) oberhalb der Klippen vor der Hafeneinfahrt, Pfarrkirche Hl. Maria von Šuni (15. Jahrhundert) mit Friedhof unweit des Weges vom Ort Lopud zur Bucht Šuni. Reste mehrerer Wehrtürme und Häuser sowie Ruinen zahlreicher mittelalterlicher, zum Teil auf das 9./10. Jahrhundert zurückgehender Kapellen und Kirchlein im Landesinneren, von denen Sveti Ivan Krstitelj (Hl. Johannes der Täufer) einen Panoramablick über die Bucht von Lopud bietet. Ruine des Forts Španjola oberhalb des Ortes Lopud. Parkanlage Đorđić-Mayneri. Aussichtspavillon auf dem Promenadenweg hinter dem Hotel Lafodia.
- Šipan: Dorf Suđurađ mit Bauten aus dem 16. Jahrhundert, darunter Villa Skočibuha mit Wehrtürmen (16. Jahrhundert) und Villa Getaldić (16. Jahrhundert), Wehrkirche zum Heiligen Geist (16. Jahrhundert) mit Friedhof und Ruine der Kirche des Hl. Stephan (13. Jahrhundert) am Ortsrand, gotisches Kirchlein zur Hl. Dreifaltigkeit auf dem Dreifaltigkeitsberg oberhalb von Suđurađ. Im Landesinneren: Zahlreiche Sakralbauten, darunter der Wehrkirchenkomplex mit Kirchen der Hl. Maria von der Barmherzigkeit und des Hl. Michael, Pfarrhof und Wehrturm in Pakljena (16. Jahrhundert), Reste der Kirche des Hl. Michael auf dem Berg Big (möglicherweise 7. Jahrhundert), Reste wahrscheinlich illyrischer Grabhügel auf dem Berg Sutulija. In Šipanska Luka: Villa Sorkočević mit Wehranlage und Gärten, Reste einer römischen Villa, spätgotische Kirche des Hl. Stephan (13. Jahrhundert), Villen aus dem 19. Jahrhundert, oberhalb des Ortes die Überreste des Rektorenpalastes (15. Jahrhundert).

Viele der historischen Bauten auf den Elaphiten sind in schlechtem Erhaltungszustand und nicht öffentlich zugänglich. Auch das Regionalmuseum auf Lopud existiert nicht mehr.

## Erreichbarkeit
Koločep, Lopud und Šipan werden – in dieser Reihenfolge – in der Tourismussaison mehrmals täglich von Gruž (ital. Gravosa), dem an der Mündung der Ombla (Rijeka Dubrovačka) gelegenen Hafens von Dubrovnik, von den blau-weißen Fährschiffen der staatlichen Jadrolinija (Adria-Linie) angefahren. Mit derselben Linie sind die Elaphiten auch von Mljet aus erreichbar. Der Fahrplan ist außerhalb der Tourismussaison und an Sonn- und Feiertagen stark beschränkt, überdies werden nicht bei jeder Fahrt alle drei Inseln angefahren (der jeweils aktuelle Fahrplan kann auf der deutschsprachigen Website der Jadrolinija online eingesehen werden). Die Tickets müssen vor Fahrtantritt an den Kiosken bzw. in den Büros der Schifffahrtslinie erworben werden. Während der Tourismussaison verkehren darüber hinaus die roten Schnellboote der privaten Nova-Linie. Die übrigen Inseln des Archipels sind nur mit gemieteten oder eigenen Booten erreichbar, sie sind großteils nicht bewohnt und verfügen über keine touristische Infrastruktur.